# Ferro-orneblenda
La ferro-orneblenda (simbolo IMA: Fhbl) è un minerale del supergruppo dell'anfibolo, all'interno del quale viene collocato nel "gruppo degli anfiboli con W(OH,F,Cl)-dominante" e da lì al sottogruppo degli anfiboli di calcio dove occupa un posto nel "gruppo contenente la radice orneblenda nel nome"; essendo un anfibolo, appartiene agli inosilicati e pertanto alla famiglia minerale dei "silicati", e possiede composizione chimica ☐Ca2(Fe2+4Al)(Si7Al)O22(OH)2.
La ferro-orneblenda è definita con:
- Fe2+>Mg e Al>Fe3+ nella posizione C
- idrossile (OH) come anione dominante nella posizione W.

## Etimologia e storia
La ferro-orneblenda deve il proprio nome al suo contenuto di ferro e al fatto che appartiene al gruppo delle orneblende.
Queste ultime sono state chiamate in questo modo da Abraham Gottlob Werner nel 1789, che indicò un minerale scuro rinvenuto nei giacimenti di metalli che però non era utile per l'estrazione di essi. Il termine deriva dalle parole tedesche horn (corno) e blenden (ingannare).

## Classificazione
Nella classica nona edizione della sistematica dei minerali di Strunz, aggiornata dall'Associazione Mineralogica Internazionale (IMA) fino al 2009, la ferro-orneblenda è elencata con il nome ferroorneblenda nella classe "9. Silicati (germanati)" e da lì nella sottoclasse "9.D Inosilicati"; questa è ulteriormente suddivisa in base alla struttura cristallina del minerale, in modo tale che la ferro-orneblenda possa essere trovata nella sezione "9.DE Inosilicati con catene doppie di periodo 2, Si4O11; clinoanfiboli" con il numero di sistema nº 9.DE.10.
Tale classificazione resta invariata anche nell'edizione successiva, proseguita dal database "mindat.org" e chiamata Classificazione Strunz-mindat.
Nella Sistematica dei lapis (Lapis-Systematik) di Stefan Weiß la ferro-orneblenda si trova nella classe dei "silicati" e nella sottoclasse degli "inosilicati"; qui si trova nella sezione riservata ai minerali con struttura "[Si4O11] a due bande 6-; gruppo degli anfiboli; Ca2-anfiboli" dove forma il sistema nº VIII/F.10.
Anche la classificazione dei minerali secondo Dana, usata principalmente nel mondo anglosassone, elenca la ferro-orneblenda nella famiglia dei "silicati", qui è nella classe degli "inosilicati: catene doppie non ramificate, W=2" e nella sottoclasse degli "inosilicati: catene doppie non ramificate, configurazione anfibolo W=2" dove forma il "gruppo 2, Anfiboli di calcio" con il sistema nº 66.01.03a.

## Abito cristallino
La ferro-orneblenda cristallizza nel sistema monoclino nel gruppo spaziale C2/m (gruppo nº 12) con i parametri di cella a = 9,96 Å, b = 18,19 Å, c = 5,32 Å e β = 104,87°, oltre ad avere 2 unità di formula per cella unitaria.

## Origine e giacitura
La ferro-orneblenda può essere trovata in graniti, granodioriti e metabasalti; è comune in anfiboliti e scisti sui bordi di reazione su hedenbergite ferrosa. La paragenesi è con hedenbergite, biotite, epidoto, albite e quarzo.
La ferro-orneblenda, pur essendo rara, è stata trovata in scarse quantità in molti siti sparsi per il mondo. Non è nota la sua località tipo.

## Forma in cui si presenta in natura
La ferro-orneblenda si presenta in cristalli prismatici, di dimensioni fino a 10 cm, e come bordi sui pirosseni. Il minerale è semi trasparente con lucentezza vitrea; il colore è da verde scuro a nero, marrone-verdastro, più raramente verde più chiaro, mentre il colore del suo striscio va dal grigio-verde pallido al grigio-bianco.